# 褐毛铁线莲
褐毛铁线莲（学名：Clematis fusca）为毛茛科铁线莲属下的一个种。

## 扩展阅读
- 維基物種上的相關：褐毛铁线莲